# Artjom Petrov
Artjom Sergejevitsj Petrov (Russisch: Артём Сергеевич Петров) (Sint-Petersburg, 14 januari 2000) is een Russisch autocoureur.

## Carrière
Petrov begon zijn autosportcarrière in het karting in 2013 en nam deel aan races in heel Europa. In 2015, zijn laatste jaar in de karts, werd hij kampioen in de KFJ-klasse van de Vega International Winter Trophy.
In 2016 maakte Petrov de overstap naar het formuleracing, waarbij hij zijn Formule 4-debuut maakte in het SMP Formule 4-kampioenschap. Ondanks dat hij de laatste twee raceweekenden moest missen, scoorde hij 14 punten, met een zevende plaats op het Circuit Park Zandvoort als beste resultaat, waardoor hij vijftiende werd in het kampioenschap. Tevens kwam hij uit in het Italiaanse Formule 4-kampioenschap voor het team DR Formula en behaalde twee podiumplaatsen op het Autodromo Vallelunga en het Autodromo Enzo e Dino Ferrari, maar kwam niet in aanmerking om kampioenschapspunten te scoren.
In 2017 reed Petrov opnieuw in de Italiaanse Formule 4 voor DR Formula. Hij behaalde zeven podiumplaatsen voordat hij tijdens het laatste raceweekend op het Autodromo Nazionale Monza twee races won. Met 192 punten werd hij vijfde in de eindstand. Daarnaast reed hij voor Lechner Racing, DR Formula en Van Amersfoort Racing in vier van de zeven raceweekenden van het ADAC Formule 4-kampioenschap. Hij behaalde zijn eerste podiumplaats op de Sachsenring, voordat hij de seizoensfinale op de Hockenheimring wist te winnen. Met 56 punten werd hij vijftiende in het klassement.
In 2018 maakte Petrov zijn Formule 3-debuut in het Europees Formule 3-kampioenschap, waarin hij zijn samenwerking met Van Amersfoort Racing voortzette. In slechts drie van de dertig races haalde hij de top 10, met een achtste plaats op Spa-Francorchamps als beste klassering. Met 7 punten eindigde hij op de twintigste plaats in het kampioenschap.
In 2019 begon Petrov het seizoen in de Nieuw-Zeelandse Toyota Racing Series, waarin hij uitkwam voor het team M2 Competition. Hij stond drie keer op het podium, inclusief een overwinning op het Hampton Downs Motorsport Park. Vanwege zijn hoge aantal uitvalbeurten kwam hij echter niet verder dan de negende plaats in de eindstand met 181 punten. Aansluitend maakte hij de overstap naar het nieuwe FIA Formule 3-kampioenschap voor het team Jenzer Motorsport.